# 张慈中
张慈中（1924年8月10日—2019年12月15日），男，江苏（今上海）枫泾人，中国书籍装帧设计师。

## 生平
1924年8月10日出生于上海，祖籍枫泾镇。从小喜爱绘画。1940年至1949年，在上海从事广告商业美术工作，设计过邮票、股票、海报、书刊等作品。1950年，参加新华书店总管理处美术室，担任美术编创、设计师。1950年12月，在人民出版社从事装帧设计，历任设计组组长、美术组组长和美术编辑等职务。1956年加入中国民主同盟。陆续完成了《马克思文集》《列宁文集》《毛泽东选集》《中华人民共和国宪法（第一部）》《红旗杂志（创刊号）》等文献的装帧工作。他还创造了一种新字体——长宋体，被收入中华字体库。
文化大革命期间，被下放到湖北省咸宁市的五七干校劳动，在汀泗桥凤凰山落户。1978年，担任《中国大百科全书》美术摄影编辑部主任，曾在安徽绩溪的印刷厂参加百科全书的装帧工作。
1983年10月，带领中国书籍装帧艺术家代表团赴西德访问考察近一个月，回国后在北京印刷学院创办国内首个电脑平面设计艺术系。1990年，参与奥运申办报告的装帧工作。1992年，获得国务院政府特殊津贴。
2019年12月15日在北京家中去世，享年95岁。

## 出版物
专著《心灵与形象：张慈中书籍装帧设计》《书籍装帧材料》《书籍装帧ABC文集》。

## 纪念
2016年4月28日，“张慈中书籍装帧设计艺术馆”在枫泾古镇正式开馆。整个艺术馆分上下两层，一楼主要由序言、人物介绍、互动区等版块组成；二楼主要是作品展。